# セバスティアン・ミラ
セバスティアン・ミラ（Sebastian Mila、1982年10月7日 - ）は、ポーランドの元サッカー選手。元ポーランド代表。ポジションはミッドフィールダー。

## 来歴
2003年にポーランド代表デビュー。2006 FIFAワールドカップ・ヨーロッパ予選にも7試合に出場した。2006 FIFAワールドカップではメンバーに選出されたが、出場機会は無かった。2015年までに38試合に出場、8得点をあげた。

## 代表歴

### 出場大会
- ポーランド代表
  - 2006 FIFAワールドカップ

### 試合数
- 国際Aマッチ 38試合 8得点（2003年-2015年）[1]

| ポーランド代表 | 国際Aマッチ | 国際Aマッチ |
| 年             | 出場        | 得点        |
| -------------- | ----------- | ----------- |
| 2003           | 4           | 2           |
| 2004           | 11          | 1           |
| 2005           | 8           | 2           |
| 2006           | 5           | 1           |
| 2007           | 0           | 0           |
| 2008           | 0           | 0           |
| 2009           | 0           | 0           |
| 2010           | 0           | 0           |
| 2011           | 1           | 0           |
| 2012           | 1           | 0           |
| 2013           | 0           | 0           |
| 2014           | 4           | 2           |
| 2015           | 4           | 0           |
| 通算           | 38          | 8           |

## タイトル
アウストリア・ウィーン
- オーストリア・ブンデスリーガ: 2005-06
- オーストリア・カップ: 2004-05, 2005-06

シロンスク・ヴロツワフ
- エクストラクラサ: 2011-12
- ポーランド・スーパーカップ: 2012
- エクストラクラサ・カップ: 2008-09

U-18ポーランド代表
- UEFA U-18欧州選手権: 2001[2]

U-16ポーランド代表
- UEFA U-16欧州選手権 3位: 1999[3]